# 41.M Turán II
41M Turán II – węgierski czołg ciężki. Nazywany również 41M Turan 75 Rovid.